# Derrioides cnephaeogramma
Derrioides cnephaeogramma là một loài bướm đêm trong họ Geometridae.